# Општина Уехозинго (Пуебла)
Уехозинго (шп. Huejotzingo) општина је у Мексику у савезној држави Пуебла. Општина се налази на надморској висини од 2267 м.

## Становништво
Према подацима из 2010. у општини је живело 63457 становника.

### Хронологија
| Година       | 2000                  | 2005                  | 2010                  |
| ------------ | --------------------- | --------------------- | --------------------- |
| Становништво | 50868 (24778 / 26090) | 59822 (28829 / 30993) | 63457 (30723 / 32734) |

### Попис
| \| \| м \| \| \| ж \| \| 0—2 \| 1.886 \| \| \| 1.921 \| \| 3—5 \| 2.164 \| \| \| 2.085 \| \| 6—11 \| 4.282 \| \| \| 4.237 \| \| 12—14 \| 2.035 \| \| \| 2.016 \| \| 15—17 \| 2.008 \| \| \| 1.989 \| \| 18—24 \| 3.995 \| \| \| 4.257 \| \| 60+ \| 2.234 \| \| \| 2.527 \| \| Просек : \| 27,1 \| \| \| 28,1 \| |       |  |  |       |
| |       |  |  |       |
| | м     |  |  | ж     |
| 0—2 | 1.886 |  |  | 1.921 |
| 3—5 | 2.164 |  |  | 2.085 |
| 6—11 | 4.282 |  |  | 4.237 |
| 12—14 | 2.035 |  |  | 2.016 |
| 15—17 | 2.008 |  |  | 1.989 |
| 18—24 | 3.995 |  |  | 4.257 |
| 60+ | 2.234 |  |  | 2.527 |
| Просек : | 27,1  |  |  | 28,1  |

| #   | Индикатор                                                                                        | Вредност |
| --- | ------------------------------------------------------------------------------------------------ | -------- |
| 1   | Становништво од 0 до 2 године                                                                    | 3807     |
| 2   | Мушко становништво од 0 до 2 године                                                              | 1886     |
| 3   | Женско становништво од 0 до 2 године                                                             | 1921     |
| 4   | Становништво са 3 и више година                                                                  | 59198    |
| 5   | Мушко становништво са 3 и више година                                                            | 28607    |
| 6   | Женско становништво са 3 и више година                                                           | 30591    |
| 7   | Становништво са 5 и више година                                                                  | 56371    |
| 8   | Мушко становништво са 5 и више година                                                            | 27161    |
| 9   | Женско становништво са 5 и више година                                                           | 29210    |
| 10  | Становништво са 12 и више година                                                                 | 46430    |
| 11  | Мушко становништво са 12 и више година                                                           | 22161    |
| 12  | Женско становништво са 12 и више година                                                          | 24269    |
| 13  | Становништво са 15 и више година                                                                 | 42379    |
| 14  | Мушко становништво са 15 и више година                                                           | 20126    |
| 15  | Женско становништво са 15 и више година                                                          | 22253    |
| 16  | Становништво са 18 и више година                                                                 | 38382    |
| 17  | Мушко становништво са 18 и више година                                                           | 18118    |
| 18  | Женско становништво са 18 и више година                                                          | 20264    |
| 19  | Становништво од 3 до 5 година                                                                    | 4249     |
| 20  | Мушко становништво од 3 до 5 година                                                              | 2164     |
| 21  | Женско становништво од 3 до 5 година                                                             | 2085     |
| 22  | Становништво од 6 до 11 година                                                                   | 8519     |
| 23  | Мушко становништво од 6 до 11 година                                                             | 4282     |
| 24  | Женско становништво од 6 до 11 година                                                            | 4237     |
| 25  | Становништво од 8 до 14 година                                                                   | 9728     |
| 26  | Мушко становништво од 8 до 14 година                                                             | 4904     |
| 27  | Женско становништво од 8 до 14 година                                                            | 4824     |
| 28  | Становништво од 12 до 14 година                                                                  | 4051     |
| 29  | Мушко становништво од 12 до 14 година                                                            | 2035     |
| 30  | Женско становништво од 12 до 14 година                                                           | 2016     |
| 31  | Становништво од 15 до 17 година                                                                  | 3997     |
| 32  | Мушко становништво од 15 до 17 година                                                            | 2008     |
| 33  | Женско становништво од 15 до 17 година                                                           | 1989     |
| 34  | Становништво од 18 до 24 године                                                                  | 8252     |
| 35  | Мушко становништво од 18 до 24 године                                                            | 3995     |
| 36  | Женско становништво од 18 до 24 године                                                           | 4257     |
| 37  | Женско становништво од 15 до 49 година                                                           | 17501    |
| 38  | Становништво са 60 и више година                                                                 | 4761     |
| 39  | Мушко становништво са 60 и више година                                                           | 2234     |
| 40  | Женско становништво са 60 и више година                                                          | 2527     |
| 41  | Однос између мушкараца и жена                                                                    | 93.86    |
| 42  | Становништво од нуле до 14 година                                                                | 20626    |
| 43  | Становништво од 15 до 64 године                                                                  | 39023    |
| 44  | Становништво од 65 година и више                                                                 | 3356     |
| 45  | Просечан број деце                                                                               | 2.4      |
| 46  | Становништво рођено у ентитету                                                                   | 58204    |
| 47  | Мушко становништво рођено у ентитету                                                             | 28249    |
| 48  | Женско становништво рођено у ентитету                                                            | 29955    |
| 49  | Становништво рођено у другом ентитету                                                            | 4417     |
| 50  | Мушко становништво рођено у другом ентитету                                                      | 2051     |
| 51  | Женско становништво рођено у другом ентитету                                                     | 2366     |
| 52  | Становништво од 5 година и више резидентно у ентитету у јуну 2005. године                        | 54270    |
| 53  | Мушко становништво старосног доба од 5 година и више, резидентно у ентитету у јуну 2005. године  | 25917    |
| 54  | Женско становништво старосног доба од 5 и више година, резидентно у ентитету у јуну 2005. године | 28353    |
| 55  | Становништво од 5 година и више које је живело у другом ентитету у јуну 2005. године             | 1151     |
| 56  | Мушко становништво старије од 5 година које је живело у другом ентитету у јуну 2005. године      | 606      |
| 57  | Женско становништво старије од 5 година које је живело у другом ентитету у јуну 2005. године     | 545      |
| 58  | Становништво од 3 године и више које говори аутохтони језик                                      | 800      |
| 59  | Мушко становништво старо 3 године и више које говори аутохтони језик                             | 414      |
| 60  | Женско становништво старо 3 године и више које говори аутохтони језик                            | 386      |
| 61  | Становништво од 3 године и више које говори аутохтони језик и не говори шпански језик            | 2        |
| 62  | Мушко становништво старо 3 године и више које говори аутохтони језик и не говори шпански         | 1        |
| 63  | Женско становништво старо 3 године и више које говори аутохтони језик и не говори шпански језик  | 1        |
| 64  | Становништво старо 3 године и више које говори аутохтони језик и шпански                         | 635      |
| 65  | Мушко становништво старо 3 године и више које говори аутохтони језик и шпански                   | 330      |
| 66  | Женско становништво старо 3 године и више које говори аутохтони језик и шпански                  | 305      |
| 67  | Становништво од 5 година и више које говори аутохтони језик                                      | 787      |
| 68  | Становништво од 5 година и више које говори аутохтони језик и не говори шпански језик            | 2        |
| 69  | Становништво од 5 година и више које говори аутохтони језик и говори шпански језик               | 628      |
| 70  | Становништво у домородачким домаћинствима                                                        | 1762     |
| 71  | Становништво са ограничењима у активностима                                                      | 1944     |
| 72  | Становништво са ограниченим ходањем или кретањем, горе или доле                                  | 905      |
| 73  | Становници са ограничењима вида, чак и уз кориштење сочива                                       | 575      |
| 74  | Становништво са ограничењима говора, комуникације или конверзације                               | 195      |
| 75  | Становништво са ограниченим слухом                                                               | 255      |
| 76  | Становништво са ограничењима при одевању, купању или јелу                                        | 101      |
| 77  | Становништво са ограничењима у опажању или учењу једноставних ствари                             | 101      |
| 78  | Становништво са менталним ограничењима                                                           | 174      |
| 79  | Становништво без ограничења активности                                                           | 60734    |
| 80  | Становништво од 3 до 5 година које не похађа школу                                               | 1762     |
| 81  | Мушко становништво од 3 до 5 година које не похађа школу                                         | 888      |
| 82  | Женско становништво од 3 до 5 година које не похађа школу                                        | 874      |
| 83  | Становништво од 6 до 11 година које не похађа школу                                              | 159      |
| 84  | Мушко становништво од 6 до 11 година које не похађа школу                                        | 80       |
| 85  | Женско становништво од 6 до 11 година које не похађа школу                                       | 79       |
| 86  | Становништво од 12 до 14 година које не похађа школу                                             | 258      |
| 87  | Мушко становништво од 12 до 14 година које не похађа школу                                       | 129      |
| 88  | Женско становништво од 12 до 14 година које не похађа школу                                      | 129      |
| 89  | Становништво од 15 до 17 година похађа школу                                                     | 2781     |
| 90  | Мушко становништво од 15 до 17 година похађа школу                                               | 1373     |
| 91  | Женско становништво између 15 и 17 година живота у школи                                         | 1408     |
| 92  | Становништво од 18 до 24 године похађа школу                                                     | 2294     |
| 93  | Мушко становништво од 18 до 24 године похађа школу                                               | 1122     |
| 94  | Женско становништво од 18 до 24 године похађа школу                                              | 1172     |
| 95  | Становништво од 8 до 14 година које не може да чита и пише                                       | 342      |
| 96  | Мушко становништво старосног доба од 8 до 14 година које не може да чита и пише                  | 193      |
| 97  | Женско становништво старосног доби од 8 до 14 година које не може да чита и пише                 | 149      |
| 98  | Становништво од 15 година и више које је неписмено                                               | 2173     |
| 99  | Мушко становништво од 15 година и више које је неписмено                                         | 711      |
| 100 | Женско становништво од 15 година и више које је неписмено                                        | 1462     |
| 101 | Становништво старо 15 и више година без школовања                                                | 1892     |
| 102 | Мушко становништво старо 15 и више година без школовања                                          | 660      |
| 103 | Женско становништво старо 15 и више година без школовања                                         | 1232     |
| 104 | Становништво старосног доба 15 и више година са непотпуним основним образовањем                  | 5674     |
| 105 | Мушко становништво старосног доба од 15 година и више са непотпуном основним образовањем         | 2369     |
| 106 | Женско становништво старосног доба 15 и више година са непотпуном основним образовањем           | 3305     |
| 107 | Становништво старо 15 и више година са комплетним основним образовањем                           | 9176     |
| 108 | Мушко становништво старо 15 година и више са комплетним основним образовањем                     | 4285     |
| 109 | Женско становништво старо 15 и више година са комплетним основним образовањем                    | 4891     |
| 110 | Становништво старосног доба 15 и више година са непотпуним средњим образовањем                   | 2150     |
| 111 | Мушко становништво старосног доба од 15 година и више са непотпуним средњим образовањем          | 1209     |
| 112 | Женско становништво старосног доба од 15 година и више са непотпуним средњим образовањем         | 941      |
| 113 | Становништво старо 15 и више година са пуним секундарном образовањем                             | 10320    |
| 114 | Мушко становништво старосног доба од 15 година и више са пуним секундарном образовањем           | 5310     |
| 115 | Женско становништво старосног доба од 15 година и више са пуним секундарном образовањем          | 5010     |
| 116 | Становништво старије од 18 година са постосновним образовањем                                    | 11590    |
| 117 | Мушко становништво старије од 18 година са постосновним образовањем                              | 5622     |
| 118 | Женско становништво старије од 18 година са постосновним образовањем                             | 5968     |
| 119 | Просечна оцена школовања                                                                         | 8.32     |
| 120 | Просечан ниво образовања мушке популације                                                        | 8.56     |
| 121 | Просечан ниво образовања женског становништва                                                    | 8.11     |
| 122 | Економски активно становништво                                                                   | 24261    |
| 123 | Економски активна мушка популација                                                               | 16816    |
| 124 | Економски активна женска популација                                                              | 7445     |
| 125 | Становништво које није економски активно                                                         | 21946    |
| 126 | Мушко становништво које није економски активно                                                   | 5225     |
| 127 | Женско становништво које није економски активно                                                  | 16721    |
| 128 | Запослено становништво                                                                           | 23564    |
| 129 | Запослено мушко становништво                                                                     | 16268    |
| 130 | Запослено женско становништво                                                                    | 7296     |
| 131 | Незапослена популација                                                                           | 697      |
| 132 | Незапослена мушка популација                                                                     | 548      |
| 133 | Незапослена женска популација                                                                    | 149      |
| 134 | Становништво без права на здравствене услуге                                                     | 35431    |
| 135 | Становништво које има право на здравствене услуге                                                | 27420    |
| 136 | Становништво које има право на ИМСС                                                              | 7658     |
| 137 | Становништво које има право на социјално осигурање                                               | 2359     |
| 138 | Становништво које има право на државно социјално осигурање                                       | 777      |
| 139 | Становништво које има право на опште осигурање или здравствено осигурање за нову генерацију      | 15749    |
| 140 | Становништво које је било једном или није било у браку током 12 година и више                    | 16437    |
| 141 | Венчано или уједињено становништво од 12 година и више                                           | 26488    |
| 142 | Становништво које је било у браку или уједињено 12 година и више                                 | 3442     |
| 143 | Становништво са католичком религијом                                                             | 57621    |
| 144 | Протестанти, еванђелисти и библијски следбеници различити од еванђелиста                         | 4376     |
| 145 | Становништво са другим религијама различитим од претходних                                       | 24       |
| 146 | Становништво без религије                                                                        | 451      |
| 147 | Укупно пописаних домаћинства                                                                     | 13694    |
| 148 | Пописна домаћинства на челу са мушкарцима                                                        | 10810    |
| 149 | Пописна домаћинства на челу са женама                                                            | 2884     |
| 150 | Становништво у пописним домаћинствима                                                            | 62789    |
| 151 | Становништво у пописним домаћинствима на челу са мушкарцима                                      | 51222    |
| 152 | Становништво у пописним домаћинствима на челу са женама                                          | 11567    |
| 153 | Укупно домаћинстава                                                                              | 17744    |
| 154 | Укупно насељених домаћинстава                                                                    | 13840    |
| 155 | Укупно приватних кућа                                                                            | 17598    |
| 156 | Насељени приватни домови                                                                         | 13694    |
| 157 | Укупно насељених приватних кућа                                                                  | 13838    |
| 158 | Ненасељене приватне куће                                                                         | 3228     |
| 159 | Појединачна домаћинства за привремену употребу                                                   | 676      |
| 160 | Становници у насељеним приватним кућама                                                          | 62789    |
| 161 | Насељеност станара у приватним становима                                                         | 4.59     |
| 162 | Просечно становника по соби у приватним насељеним домаћинствима                                  | 1.26     |
| 163 | Појединачна домаћинства са подовима од различитих материјала од земље                            | 12549    |
| 164 | Појединачна домаћинства у приземљу                                                               | 1078     |
| 165 | Појединачна домаћинства са једном спаваћом собом                                                 | 4764     |
| 166 | Појединачна домаћинства са две спаваће собе и више                                               | 8879     |
| 167 | Појединачна домаћинства са једним собом                                                          | 857      |
| 168 | Појединачна домаћинства са две собе                                                              | 2494     |
| 169 | Појединачна домаћинства са 3 собе и више                                                         | 10273    |
| 170 | Појединачна домаћинства која имају електрично светло                                             | 13504    |
| 171 | Појединачна домаћинства која немају електрично светло                                            | 135      |
| 172 | Појединачна домаћинства која имају водоводну воду у стамбеном простору                           | 11900    |
| 173 | Појединачна домаћинства која немају водоводну воду у стамбеном простору                          | 1718     |
| 174 | Појединачна домаћинства која имају тоалет                                                        | 13138    |
| 175 | Појединачна домаћинства која имају канализацију                                                  | 12844    |
| 176 | Појединачна домаћинства која немају канализацију                                                 | 764      |
| 177 | Појединачна домаћинства која имају електрично светло, довод воде из јавне мреже и канализацију   | 11392    |
| 178 | Појединачна домаћинства без икаквих услова                                                       | 239      |
| 179 | Појединачна домаћинства која имају радио                                                         | 11275    |
| 180 | Појединачна домаћинства која имају телевизор                                                     | 12928    |
| 181 | Појединачна домаћинства која имају фрижидер                                                      | 8487     |
| 182 | Појединачна домаћинства која имају машину за веш                                                 | 6973     |
| 183 | Појединачна домаћинства која имају аутомобил или комби                                           | 4657     |
| 184 | Појединачна домаћинства која имају рачунар                                                       | 1994     |
| 185 | Појединачна домаћинства која имају фиксну телефонску линију                                      | 4620     |
| 186 | Појединачна домаћинства која имају мобилни телефон                                               | 6330     |
| 187 | Појединачна домаћинства која имају приступ интернету                                             | 1226     |